# Mimetus caudatus
Espèce
Mimetus caudatus est une espèce d'araignées aranéomorphes de la famille des Mimetidae.

## Distribution
Cette espèce est endémique de Chine. Elle se rencontre au Guangxi et au Guizhou.

## Description
Le mâle holotype mesure 5,80 mm.
Le mâle décrit par  en mesure 5,75 mm et la femelle 7,61 mm.

## Systématique et taxinomie
Cette espèce a été décrite par Wang en 1990.

## Publication originale
- Wang, 1990 : « Study on the spiders of family Mimetidae from south China (Arachnida: Araneae). » Acta Zootaxonomica Sinica, vol. 15, no 1, p. 36-47.